# Jesse Jackson, Jr.
Jesse Louis Jackson, Jr. (Greenville, 11 de março de 1965) é um político norte-americano membro do Partido Democrata representante do 2º distrito do Illinois desde 1995.
O distrito inclui partes do sul e subúrbios de Chicago. É filho do ativista dos direitos civis e ex-candidato a presidente Jesse Jackson. É casado com Sandi Jackson que ocupa o cargo de vereadora em Chicago. Foi um dos co-presidentes da campanha de Barack Obama à presidência dos Estados Unidos em 2008.
Antes do início de sua carreira política Jackson era ativista dos direitos civis. É o autor de três livros, sendo com dois deles tem participação de seu pai. Um de seus projetos junto a câmara dos representantes é a criação de um terceiro aeroporto no sul de Chicago.
Antes do governador Rod Blagojevich nomear Roland Burris como senador, Jackson havia sido citado como um dos possíveis substitutos de Obama. Numerosas publicações da imprensa citaram seu suposto envolvimento em acusações de corrupção contra Rod Blagojevich.

## Inicio de vida
| |  |  |
| Esquerda:O Presidente dos Estados Unidos George W. Bush, Richard Lugar, Alphonso Jackson, Laura Bush, Condoleezza Rice, Jackson, John Kerry, Thad Cochran; Direita: Jackson e seus filhos (Jesse III e Jessica), Bush e Rice 1 de dezembro de 2005 |  |  |

Jackson nasceu em Greenville, na Carolina do Sul, quatro dias após o conhecido Domingo Sangrento. Foi criado no Parque Jackson Highlands que localiza-se na zona sul de Chicago, é um dos cinco filhos de Jesse Jackson e Jacqueline: Santita é a mais velha, Jesse Jr. é dois anos mais novo que Sanita, Jonathan é um ano mais novo que Jesse; Yusef é cinco anos mais nova que Jonathan e Jacqueline é dez anos mais nova que Jonathan. Freqüentou a Universidade de Chicago como todos os seus irmãos. Seu primeiro discurso que proferiu aos cinco anos foi em cima uma caixa de leite na sede da PUSH. Foi criado mais por sua mãe, Jacqueline, embora seu pai esteve presente durante sua infância.
Ele e seu irmão Jonathan estudaram na Academia Militar de Le Mans em Watertown, no Wisconsin, depois que Jackson foi diagnosticado hiperativo. Jacqueline e seus filhos mudaram-se para São Albans em Washington DC para passar mais tempo com seu pai. Jackson ganhou seu Bacharel em Ciências grau da Universidade de Greensboro, na Carolina do Norte em 1987. Ele recebeu seu diploma junto com seu irmão Jonathan em 1988, o ano que seu pai foi candidato a presidencia dos Estados Unidos. Em 1989, ganhou seu MA do Chicago Theological Seminary, em Chicago. Jackson começou a faculdade de Direito na Universidade de Illinois. Ele então ganhou um Juris Doctor (JD) na Universidade de Illinois, em 1993.

## Carreira política

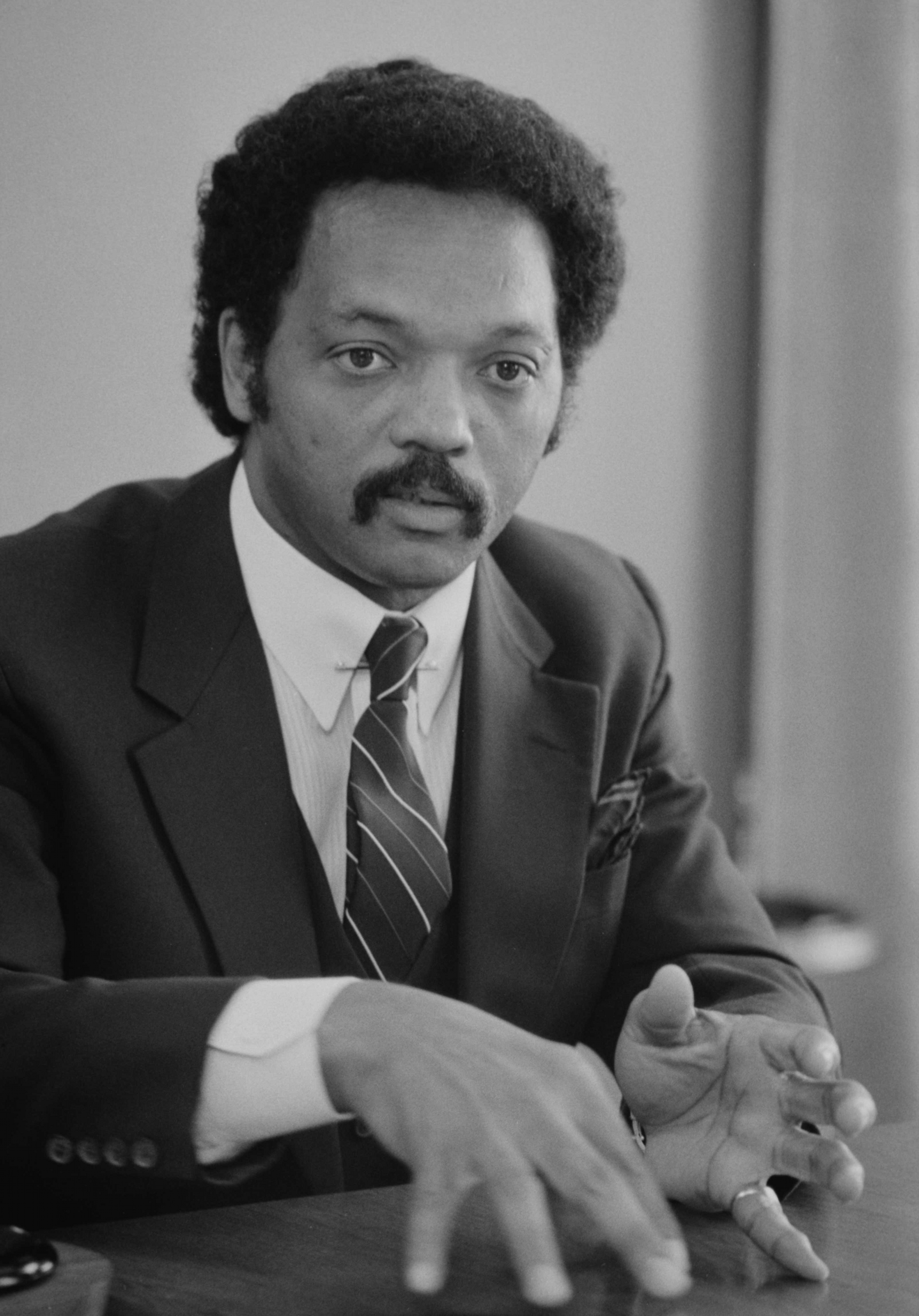
Jesse Jackson pai de Jesse Jackson, Jr.

Durante sua adolescência seu pai esteve ligado diretamente aos direitos civis. Durante a primária democrata a presidência em 1984, os três irmão Jackson participaram de vários eventos em prol da candidatura de seu pai. Enquanto estudava na faculdade realizou um recenseamento que registrou 3.500 eleitores em um total de 4.500 alunos. Durante as eleições legislativas de 1986, apoiou e fez campanha para Robin Britt que perdeu por menos de 100 votos para o republicano Howard Coble. Após a faculdade teve seu primeiro emprego foi como diretor na Rainbow Coalition.
Participou novamente em 1988 a nomeação democrata, em que seu pai foi candidato pela segunda vez, na mesma campanha a presidente seu pai foi nomeado membro do comitê nacional democrata pelo também democrata Paul Kirk. Também em 1988 Jackson salvou seu pai de uma reação alérgica, sendo manchete de vários jornais como a Time Magazine. Depois da convenção nacional democrata, foi nomeado vice-presidente da PUSH.
Jackson, Jr. foi preso em Washington, D.C. por fazer manifestações contra o apartheid na embaixada sul-africana, passou o seu aniversário de vinte anos na cadeia. Ele é um membro do Congressional Black Caucus, e é também um dos membros fundadores da Aliança Apollo. Atualmente está no seu oitavo mandato no legislativo.

## Eleição de 1995
Após sua eleição, Jackson anunciou o seu desejo aos seus eleitores: "Eu também tenho um sonho ... que um dia a zona sul de Chicago e os subúrbios ao sul sejam igual a zona norte de Chicago, e os subúrbios a noroeste ".

Sua esposa Sandi aconselhou Jackson a adquirir experiência como vereador em Chicago, seu pai queria que Jackson adquiriu experiência a nível local como vereador, representante estadual ou senador estadual.

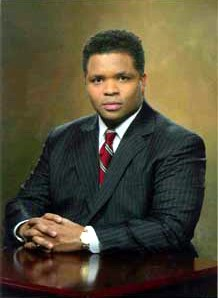
Jackson em sua primeira foto oficial para o congresso

Em 1 de setembro de 1995, o congressista Mel Reynold renunciou ao cargo, que se afastaria por escândalos sexuais, seu provável substituto era Jackson e Alice Palmer. Em 10 de setembro de 1995, Jackson oficializou sua candidatura. Cinco candidatos eram democratas e quatro republicanos, que um de cada partido disputaria a eleição geral em 12 de dezembro de 1995. O principal concorrente de Jackson Emil Jones endossou o Prefeito de Chicago Richard M. Daley. Durante sua campanha usou novas estratégias de marketing, como o uso de eleitores na campanha eleitoral, tanto no rádio quanto na televisão. Jackson não conseguiu o apoio de vários jornais locais como o Chicago Tribune, o Chicago Sun-Times e o Daily Southtown todos da cidade de Chicago.
Desde sua primeira campanha até hoje, Jackson vem  sugerindo a criação de um terceiro aeroporto em Chicago, com localização ao sul da cidade, segundo Jackson o aeroporto traria a região cerca de 4 milhões de novos empregos.
Com mais de cinquenta mil votos, venceu a primária democrata, sendo considerado praticamente o vencedor da eleição, já que seu distrito é um dos mais democratas dos Estados Unidos. Na véspera da eleição Al Gore participou da campanha em seu distrito.
Jackson venceu a eleição com 76% dos votos, o que as pesquisas já apontavam para uma vitória democrata). Após sua vitória declarou que faria oposição ao presidente da câmara Newt Gingrich, sendo empossado por Gingrich em 15 de dezembro de 1995. Foi reeleito em 1996 com 94% dos votos, causado pela baixa oposição do Partido Republicano.
Após sua eleição, Jackson foi um dos muitos congressistas a receberem uma ajuda de John Jackson Huang, muitos dos congressistas que receberam devolveram o dinheiro. Houve uma investigação entre o FBI e o Poder Judiciário dos Estados Unidos, sobre ligações entre Huang e Bill Clinton. Jackson recebeu durante sua campanha mil dólares de Huang, o que estava de acordo segundo as leis.

## Carreira no congresso
|                                            |  |  |
| Jackson com Paul Rusesabagina (2006-06-21) |  |  |

Como um calouro no congresso, Jackson ganhou uma reputação pelo seu decoro, e também pelos seus princípios. Também durante seu mandato no congresso teve altos índices de aprovação entre os eleitores. Durante seu primeiro mandato, representou o congresso no programa game show Jeopardy!. Em 1997, foi escolhido um dos 100 melhores congressistas pela revista Newsweek, foi mencionado também pela revista, que Jackson poderia ser o primeiro negro Presidente dos Estados Unidos. Em 1996, com a saída da senadora Carol Mosley-Braun, foi mencionado como um possível candidato ao senado, mas recusou ser candidato na primária democrata.
Em 1996, Jackson enviou uma mensagem aos judeus, que os questionavam. Em 1997, foi criticado pelos candidatos a prefeito de Nova Iorque Al Sharpton e Ruth Messinger, na qual Jackson criticou o judaísmo. Mesmo com críticas, Jackson continuou a fazer campanha á candidatos democrata, e apoiou o líder da minoria Dick Gephart.
|                                                                    |  |  |
| Jackson e Jim Kolbe em 15 de setembro de 2004, em Darfur, no Sudão |  |  |

Jackson ajudou diretamente a reforma do comércio como um método de ajudar os países pobres como os da África e do Caribe. Ele incentivava incentivos econômicos que beneficiariam a grandes empresas, o que levaria ao fim da exploração infantil. O projeto de lei que foi proposto por Charles Rangel, dividiu o congresso. Também apoia que grandes empresas ajudem nações em desenvolvimento. Jackson se opôs ao projeto de lei de Rangel.
Durante o processo de impeachment de Bill Clinton no início de 1999, Jackson defendeu a não cassação de Clinton.
No distrito que representa, cerca de 65% dos eleitores são negros, o recenciamento de 2002 estimou o distrito em 650.000 mil habitantes, com maioria de raça negra. Não sendo desafiado por nenhum republicano em 2004 e sendo reeleito com mais de 80% dos votos nas últimas eleições, sendo o mais votado congressista do Illinois em 2008 com 251.052 votos, cerca de 89%.

## Eleições de 2000
Durante a eleição presidencial de 2000, o candidato apoiado por Jackson foi Al Gore, em uma viagem para Chicago, Gore foi até o segundo distrito para fazer campanha pró-Jackson, o que fez Gore vencer no Illinois com 2.589.026 votos, cerca de 54,6% dos votos. No entanto em dezembro de 1999, ele não apoiou os possíveis candidatos Hillary Rodham Clinton e Bill Brady na primária democrata.
Na convenção nacional democrata de 2000, Jackson apoiou como era previsto Al Gore. Também apoiou Joe Lieberman como candidato á vice, pois temia uma possível vitória de George W. Bush e Richar Cheney. Seu pai Jesse Jackson também apoiou Gore e Lieberman. A mídia apontou que Jackson seria o provável secretário de educação, caso Gore fosse eleito.
Jackson foi reeleito em 2000 com 90% dos votos, derrotando Robert J. Gordon. George W. Bush foi eleito o 43º Presidente dos Estados Unidos. Bush tinha conseguido apenas 8% dos votos de afro-americanos, o que levou Jackson a criticar suas atitudes, criticando a nomeação consecutiva de dois afro-americanos como secretário de estado dos Estados Unidos, sendo Colin Powell e Condoleezza Rice. Jackson foi um dos líderes do National Press Club.

## 2001-2006

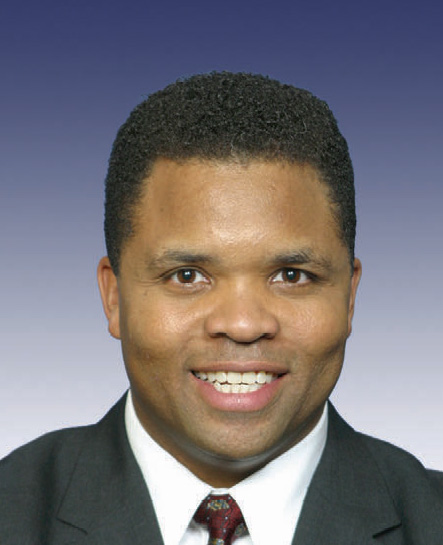
Foto oficial durante o 109º Congresso dos Estados Unidos

### Legislativo
Jackson buscou apoio á Henry Hyde para a criação de um terceiro aeroporto na cidade de Chicago. O terceiro aeroporto também ganhou apoio dos governadores George Ryan e Rod Blagojevich. Em 4 de junho de 2004, a Federal Aviation Administration autorizou a criação de um projeto, que daria início as obras do aeroporto. Jackson retirou o apoio aos democratas locais, quando o candidato a governador em 1998, quando Glenn Poshard não apoiou a criação do aeroporto.
Em 2004, não apoiou a criação de um cassino em seu distrito, em Lynwood, sendo o maior cassino do Illinois. Foi rejeitado pela populaçao, mas o prefeito da cidade apoiou alegando que iria criar novos empregos. A mesma empresa que iria construir o cassino na cidade, já construiu milhares cassinos no Wisconsin. Em 2004, encontrou-se com Meg Whitman, onde defenderam o insento á tarifas de internet. Defendeu um perdão presidencial a Jack Johnson.
Em 2005, junto com John Kerry, conduziu um projeto de lei que destinaria 370 mil dólares para a criação de uma estátua em homenagem á Rosa Parks, que seria construído no Capitólio dos Estados Unidos. O projeto foi assinado em 1 de dezembro de 2005, pelo presidente George W. Bush.  A estátua em homenagem á Parks será a primeira estátua a ser financiada pelo congresso desde 1870, e também Parks será a primeira mulher afro-americana a ter uma estátua no hall do congresso. Em 11 de março de 2008, anunciou que iria criar um projeto doando cerca de 100 mil dólares á Fundação Chrysler.
Jackson tem financiado várias instituições que ajudam a reduzir a epidemia de AIDS nos Estados Unidos.

### Política
Durante as primária democrata de 2002, Jackson acusou o senador estadual William Shaw, que mais tarde seria eleito prefeito de Dolton, de implantar candidato fictícios á fim de confundir os eleitores, como foi o caso de um aposentado de 68 anos da cidade de Robbins. Apesar de não ter acontecido um crime, o aposentado retirou sua candidatura.
Em 2001, após Jackson ter feito um pedido á comissão eleitoral para contratar sua esposa Sandi, a comissão aceitou o pedido de Jackson, passando á colocar a sua esposa na folha de pagamento de sua campanha. Muitos outros parlamentares contrataram familiares para suas campanha, algumas contratações foram irregulares, como o caso do então líder da maioria Tom Delay, sendo multado pela comissão.
Em 2004, Jackson desistiu de concorrer ao senado, sendo que declarou total apoio a candidatura de Barack Obama, Também apoiou Howard Dean para presidente em 2004. O que não era esperado por Al Sharpton, que esperava o apoio de Jackson e de seu pai. Escolheu Dean, porque Al Gore também tinha dado apoio á Dean. Foi um dos 31 congressistas a votarem contra a contagem dos votos em Ohio, onde George Walker Bush venceu com 2.858.727 votos, cerca de 50,8%, contra 2.739.952 votos, cerca de 48,7% de John Kerry.
Em 2004, foi reeleito com 88%, contra 10% de Stephanie Kennedy. Em 2005 apoiou a justiça no caso Terri Schiavo. Antes da eleição de 2006, Jackson defendeu Bill Clinton de diversas críticas sobre seu governo. Em 2006, foi reeleito com 85% dos votos, contra 12% do pastor Anthony Williams.

### Outras atividades
Em dezembro de 1999, lançou um livro de sua co-autoria chamado It's About the Money: How You Can Get Out of Debt, Build Wealth, and Achieve Your Financial Dreams. o livro é um auto ajuda, sobre independência financeira.. O livro é voltado para pessoas com poucos recursos. Em 2001, lançou outro livro de sua co-autoria, com participações de seu pai e Bruce Shapiro. O livro publicado  em 1996 quando os Estados Unidos estavam discutindo os direitos civis e a pena de morte. O livro é chamado Legal Lynching: Racism, Injustice and the Death Penalty. Também em 2001, lançou o livro chamado A More Perfect Union: Advancing New American Rights. O livro descreve sua autobiografia. No livro ele descreve sua opinião sobre o passado, o presente e o futuro dos Estados Unidos.

## 2007-candidatura aprefeito de Chicago
Chicago é a maior cidade americana onde o prefeito não tem limite de mandato, sendo que o prefeito Richard M. Daley ocupou o cargo entre 1989 a 2011. Durante um discurso em uma conferência, Jackson foi considerado o possível candidato que concorreria contra Daley. Declarou em 7 de setembro de 2006, que uma decisão final só viria depois das eleições legislativas, que aconteceram em novembro de 2006.
Em 8 de novembro de 2006 Jackson declarou que não iria se candidatar a prefeito de Chicago:
| “ | [...]Como sabem os democratas vão assumir o controle do Congresso pela primeira vez na minha carreira de onze anos. Mais do que qualquer coisa desde que eu fiz meu juramento como deputado, estou animado, estou ansioso, e eu estou agitado sobre as perspectivas.. Washington será o lugar para estar nos próximos dois anos, e talvez até mesmo o futuro próximo. Para mim isso significa uma oportunidade sem precedentes para ajudar a conduzir este país em um novo e melhor direção e para ajudar a servir os meus eleitores, minha cidade natal, Chicago e meu estado de Illinois. Então eu não vou ser candidato a prefeito da cidade de Chicago em 2007. | ” |

## 2006-atualmente

### Legislações recentes

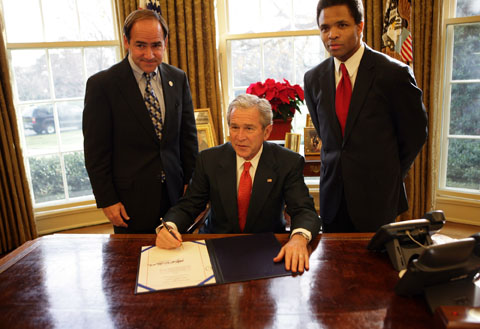
Jackson e o presidente Bush

Jackson e Zach Wamp foram porta-voz do Congresso dos Estados Unidos entre 2007 a 2009. Em 13 de novembro de 2007 a câmara aprovou uma mudança de nome da câmara em votação nominal que foi solicitado por Eleanor Holmes Norton.
Jackson foi a favor da retirada imediata das tropas americanas do Iraque. Em 2007, junto com Roy Blunt, enviou um projeto que deu 1 milhão de dólares a cada família que perdeu algum parente nos Atentados de 11 de setembro de 2001.
Em 2007, manifestou interesse em iniciar um impeachment contra o presidente Bush por crimes contra a constituição dos Estados Unidos.

### Política
Durante as eleições de 2006, Jackson deu palpites sobre alguns resultados, como a eleição para o senado do Tennessee em 2006, que Jackson dizia que Harold Ford seria o vencedor, em 7 de novembro de 2006 Bob Corker venceu Ford com 50% dos votos. Em diversas outras eleições Jackson deu palpites com precisão semelhante.
Em 27 de fevereiro de 2007, sua esposa Sandi Jackson foi eleita vereadora em Chicago pelo 7º distrito. Foi também em fevereiro de 2007, que Barack Obama anunciou sua candidatura a presidente dos Estados Unidos. Em março, declara apoio publicamente a Obama, foi co-presidente nacional da campanha de Obama. Jackson participou diretamente em programas de rádio e televisão, como o exibido na Carolina do Sul. Obama descreveu Jackson como sucessor de Martin Luther King, Jr.. Jackson conheceu obama quando ele era senador estadual, sua irmã Sanita Jackson é amiga íntima de Michelle Obama, sendo que foi madrinha de casamento de Obama e Michelle.
Foi durante a campanha de 2008 que Jackson monstrou diferenças políticas com seu pai. Por exemplo quando seu pai escreveu ao Sun Times, atacando o candidato Obama por erros de campanha, Jackson respondeu em defesa de Obama ao mesmo jornal. Em 6 de julho de 2008, Jesse Jackson disse que Obama devia ter condescendência aos negros, sem saber que estava sendo gravado, mais tarde pediu desculpas pelas declarações e retirou seu apoio á Obama. Jackson estava desapontado com Obama após fazer um discurso no dia dos pais. Jackson continuou como co-presidente da campanha de Obama.
Jackson discursou na convenção nacional de 2008 em 25 de agosto de 2008, durante seu discurso citou várias vezes o nome de Martin Luther King e disse sobre a liderança de Obama.

### Fraude
Em 2012, ele deixou a Câmara citando motivos de saúde. No mesmo ano foi diagnosticado com transtorno bipolar. Mesmo assim, em 2013, se declarou culpado em um esquema de fraude de correio.

## Comitês

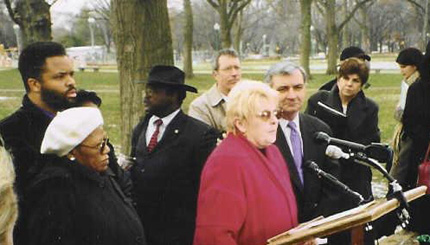

Nos seus primeiros anos de mandato participou do comitê de transporte e infra-estrutura. Durante o 106º congresso participou do comitê de apropriações. Durante seu mandato participa ou participou dos seguintes comitês:
- Comitê de apropriações
- Comitê de Trabalho, Saúde e Serviços humanos

Jackson também participou da comissão do bicentenário de Abraham Lincoln. Tem participações no livro sobre o bicentenário de Lincoln.

## Vida pessoal

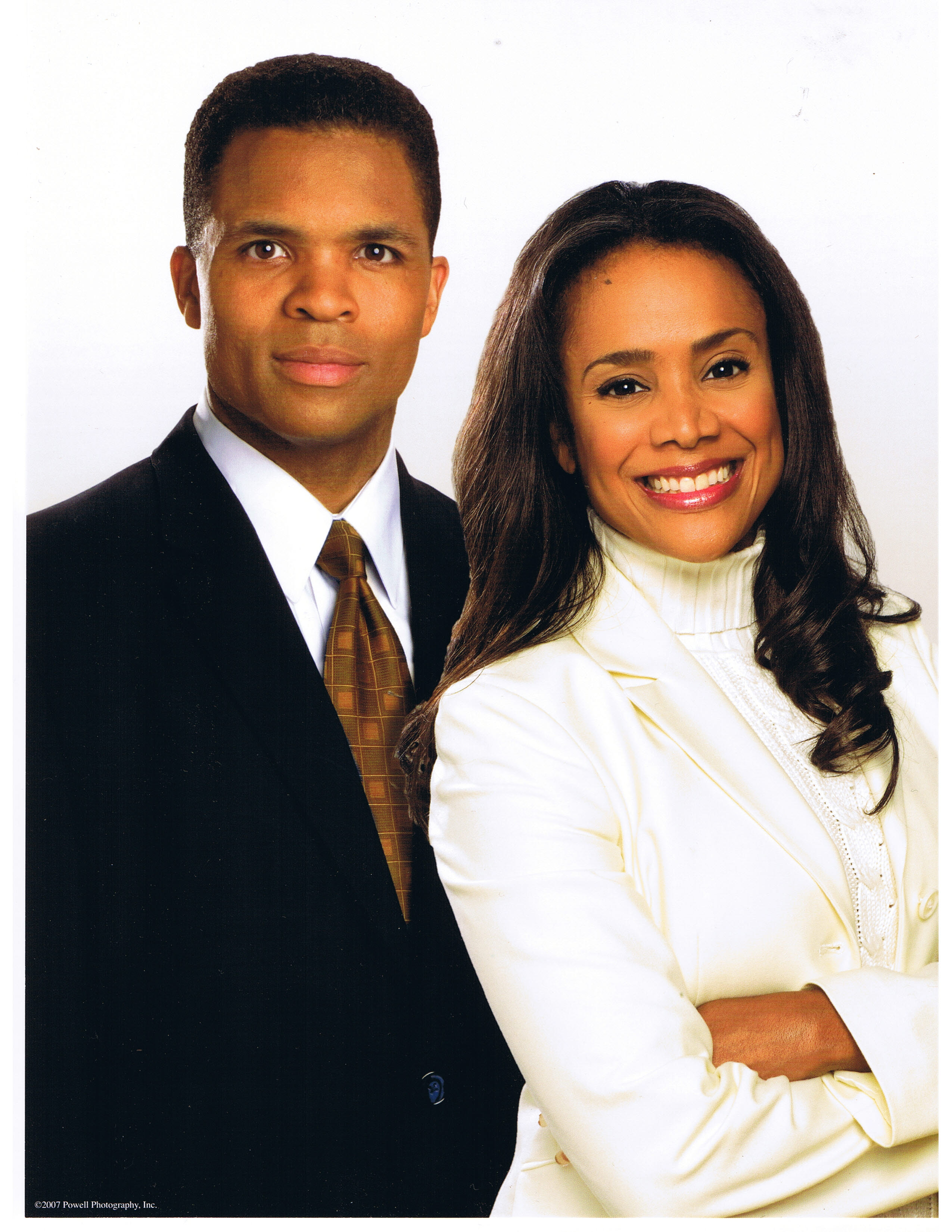
Sandi e Jesse Jackson, Jr.

Em 2006 tornou-se membro da fraternidade Phi Omega Psi. Seu pai é membro da fraternidade Omega. Jackson também é filiado ao Epsilon Theta.
Durante a campanha presidencial de 1988 conheceu sua esposa, Sandi Jackson, que era secretária de imprensa do congressista Mickey Leland, atualmente é vereadora em Chicago. Eles se casaram em 1 de junho de 1991. Jackson pratica Tae Kwon Do e Kung Fu. Em 24 de agosto de 2007, Jackson teve um desentendimento com Lee Terry, um republicano de Nebraska, Jackson afirmou em um debate que não se pode confiar nos republicanos e Terry respondeu cala a boca, Jackson em seguida falou vários palavrões e disse para Terry sair do local, e em seguida desafiou Terry para uma briga, mas o Steve Rothman separou Jackson e Terry. No entanto, uma semana depois, um homem não identificado entrou no escritório de Terry e o agrediu, segundo o FBI.  O Washington Post outros jornais fizeram matérias sobre o acontecido, mas o Chicago Tribune e o Chicago Sun-Times não publicaram nenhuma matéria.
Jackson tem duas filhas com Sandi: Jessica Donatella e Jesse Louis III.
Durante seus primeiros treze anos de mandato, Jackson perdeu duas votações oficiais no congresso.
Atualmente mora em Washington, DC e tem uma residência em Chicago, no Illinois.

## Histórico Eleitoral
| Ano   | Democrata          | Votos   | %     | Republicano         | Votos  | %     | Libertário          | Votos            | %     |
| ----- | ------------------ | ------- | ----- | ------------------- | ------ | ----- | ------------------- | ---------------- | ----- |
| 1995* | Jesse Jackson, Jr. | 43.333  | 74,2% | Thomas Somer        | 15.076 | 25,8% |                     |                  |       |
| 1996  | Jesse Jackson, Jr. | 172.648 | 94,1% |                     |        |       | Frank Stratman      | 10.880           | 5,9%  |
| 1998  | Jesse Jackson, Jr. | 148.985 | 89,4% | Robert Gordon III   | 16.075 | 9,6%  | Matthew Beauchamp   | 1.608            | 1,0%  |
| 2000  | Jesse Jackson, Jr. | 175.995 | 89,8% | Robert Gordon III   | 19.906 | 10,2% |                     |                  |       |
| 2002  | Jesse Jackson, Jr. | 151.443 | 82,3% | Doug Nelson         | 32.567 | 17,7% |                     |                  |       |
| 2004  | Jesse Jackson, Jr. | 207.535 | 88,5% |                     |        |       | Stephanie Sailor    | 26.990           | 11,5% |
| 2006  | Jesse Jackson, Jr. | 146.347 | 84,8% | Robert Belin        | 20.395 | 11,8% | Anthony Williams    | 5.748\|\|}\|3,3% |       |
| 2008  | Jesse Jackson, Jr. | 242.250 | 89,2% | Anthony W. Williams | 29.050 | 10,8% |                     |                  |       |
| 2010  | Jesse Jackson, Jr. | 147.112 | 80,5% | Isaac Hayes         | 25.425 | 10,8% | Anthony W. Williams | 10.312           | 5,6%  |

*93%